# Нийл Фъргюсън
Нийл Кембъл Фъргюсън (на английски: Niall Campbell Ferguson) е шотландско-американски историк.
Роден е на 18 април 1964 година в Глазгоу в семейството на лекар и учителка. През 1985 година завършва история в Оксфордския университет, където през 1989 година защитава и докторат. Преподава в Кеймбриджкия (1989 – 1992), Оксфордския (1992 – 2002), Нюйоркския (2002 – 2004) и Харвардския университет (2004 – 2016), след което е изследавотел в Института „Хувър“. Работи главно в областта на стопанската история и историята на международните отношения, като е известен с неортодоксалните си възгледи, като защитата на ролята на Британската колониална империя.
През 2011 година Фъргюсен се жени за нидерландската общественичка Аян Хирси Али.

### Книги
- (1995) Paper and iron : Hamburg business and German politics in the era of inflation, 1897–1927, Cambridge University Press ,ISBN 0-521-47016-1
- (1997) Virtual History: Alternatives and Counterfactuals, NY:Basic Books ISBN 0-465-02322-3
- (1998) The Pity of War, NY:Basic Books, 1998,ISBN 0-465-05711-X
- (1999) The House of Rothschild: The World's Banker, 1849–1999, NY:Viking Press, 1999, ISBN 0-670-88794-3
- (2001) The Cash Nexus: Money and Power in the Modern World, 1700–2000, London: Allen Lane 2001, ISBN 0-7139-9465-7
  - Пари и власт в модерния свят (1700 - 2000): паричната връзка, София: Рива, 2018, (прев. от англ. Б. Гаврилов; 608 стр) ISBN 978-954-320-624-7
- (2003)  Empire: How Britain Made the Modern World, London: Allen Lane. ISBN 0-7139-9615-3.
- (2004)  Colossus: The Rise and Fall of the American Empire, Gardners Books. ISBN 0-7139-9770-2.
- (2005)  1914 , Pocket Penguins 70s S. London, England: Penguin Books Ltd. ISBN 0-14-102220-5.
- (2006)  The War of the World: History's Age of Hatred, London: Allen Lane. ISBN 0-7139-9708-7. (American ed. The war of the World: Twentieth-century Conflict and the Descent of the West )
- (2008) The Ascent of Money: A Financial History of the World, London: Allen Lane. ISBN 978-1-84614-106-5.
- (2010) High Financier: The Lives and Times of Siegmund Warburg. New York: Penguin. ISBN 978-1-59420-246-9.
- (2011) Civilization: The West and the Rest, The Penguin Press HC. ISBN 978-1-59420-305-3.
- (2013) The Great Degeneration, New York: Penguin Books.
  - Големият упадък, София: Изток - Запад, 2024, ISBN	9786190113553
- (2015) Kissinger: 1923–1968: The Idealist, New York: Penguin Press. ISBN 978-1-59420-653-5.
- (2021) Doom: The Politics of Catastrophe, London: Allen Lane, ISBN 9780241488447.